# Saint-Alban (Costes d'Armor)
Saint-Alban (en bretó Sant-Alvan, gal·ló Saent-Alban) és un municipi francès, situat a la regió de Bretanya, al departament de les Costes d'Armor.

## Demografia
| 1962                                       | 1968 | 1975 | 1982 | 1990 | 1999 |
| ------------------------------------------ | ---- | ---- | ---- | ---- | ---- |
| 1078                                       | 1140 | 1194 | 1548 | 1662 | 1575 |
| Des de 1962: població sense dobles comptes |      |      |      |      |      |

## Administració
| Període   | Identitat   | Partit |
| --------- | ----------- | ------ |
| 2001-2008 | René Michel |        |
| 2008-     | André Gomet |        |